# Расулов, Мамедрза Руфулла оглы
Мамедрза Руфулла оглы Расулов (азерб. Məmmədrza Rufulla oğlu Rəsulov; 21 августа 1939, с. Ашагы-Нювади, Ленкоранский район — 17 января 2010, Ленкоранский район) — советский овощевод из Азербайджана, Герой Социалистического Труда (1980).

## Биография
Родился 21 августа 1939 года в селе Ашагы-Нюведи Ленкоранского уезда Азербайджанской ССР (ныне посёлок в Ленкоранском районе). По национальности талыш. В 1979 году окончил Азербайджанский сельскохозяйственный институт.
С 1960 года — рабочий, с 1965 года — бригадир, до 1992 года — заведующий отделением, агроном совхоза имени Балоглана Аббасова Ленкоранского района.
Мамедрза Расулов проявил себя на работе как умелый труженик. В 1970 году, с приходом нового руководства Ленкоранского района, для колхозов и совхозов района поставлена цель развития овощеводства в регионе, однако, территория совхоза имени Балоглана Аббасова была слишком мала для увеличения объёма овощеводства, всего лишь 500 гектаров, но Мамедрза Расулов обратил внимание на увеличение урожайности, а не территории. Уже в 1972 году Расулов и рабочие его бригады получили с каждого гектара 300 центнеров овощей, а звеньевая из бригады Расулова — Солмаз Алиева получила более 350 центнеров урожая, за что была удостоена звания Героя Социалистического Труда.
Бригадир стал инициатором движения «бригад-тысячетонников» (бригады, продающие государству 1000 тонн и больше овощей) в Ленкоранском районе. Мамедрза Расулов предложил засеивать поля дважды в год, чтобы дважды в год получать урожаи овощей: сразу после сборки капусты, томатов и огурцов засеивать поля заново. Предложение принесло результаты — в период десятой пятилетки бригада достигла новых высот в овощеводстве: в 1976 году бригада продала государству 1208 тонн овощей, в 1977 году — 1300 тонн, в 1978 году — 1412 тонн, а в 1979 году — 1800 тонн овощей; коллектив бригады под руководством Мамедрзы Расулова выполнил пятилетний план за три с половиной года и установил республиканский рекорд по производству овощей, получив урожай овощей в 730 центнеров с каждого гектара. В одиннадцатой пятилетке возглавляемая Расуловым бригада освоила новые агротехнические методы: по предложению Касиры Гасановой, директора совхоза, (впоследствии лауреат Государственной премии СССР), Мамедрза Расулов внедрил в бригаде метод уплотнённых посадок, благодаря которому урожаи овощей только увеличились.
Указом Президиума Верховного Совета СССР от 7 марта 1980 года за выдающиеся успехи, достигнутые во Всесоюзном социалистическом соревновании, проявленную трудовую доблесть в выполнении планов и социалистических обязательств по увеличению производства и продажи государству хлопка, овощей и других продуктов земледелия в 1979 году Расулову Мамедрза Руфулла оглы присвоено звание Героя Социалистического Труда с вручением ордена Ленина и золотой медали «Серп и Молот».
В 2001—2010 годах председатель Ашагы-Нювединского муниципалитета. С 2002 года — президентский пенсионер.
Скончался 17 января 2010 года в своём родном посёлке.